# 邱延鵬
邱延鵬（きゅう・えんほう、1956年 - ）は、中国人民解放軍の軍人。出生地、籍貫地は、共に山東省無棣県。2015年7月現在、海軍中将、海軍参謀長である。

## 略歴
海軍入隊後、駆逐艦副艦長に海軍で最も若い28才で任命された。その後フリゲート艦や駆逐艦等の水上戦闘艦の艦長、東海艦隊第6駆逐艦支隊支隊長を務める。2008年12月、東海艦隊副参謀長に就任する。2010年7月海軍少将に昇格する。2011年7月東海艦隊副司令員に就任する。2013年12月済南軍区副司令員兼北海艦隊司令員に就任する。 2014年8月海軍参謀長に就任する。2015年7月海軍中将に昇格する。
2009年、海軍第4次護衛編隊（臨時任務部隊）指揮官を務め、海軍ソマリア沖護衛作戦を実施した。